# Copa de la CEI 2003
La Copa de la CEI 2003 es la undécima edición de este torneo de fútbol a nivel de clubes organizado por la Unión de Fútbol de Rusia y que contó con la participación de 16 equipos representantes de los países que conformaban la Unión Soviética.
El FC Sheriff Tiraspol de Moldavia venció al Skonto FC de Letonia en la final jugada en Moscú para ser campeón del torneo por primera vez.
Por primera vez en la historia del torneo no llegaron a una final equipos de Rusia o de Ucrania, y fue la primera edición que un equipo de Rusia o de Ucrania no ganó el título.

## Participantes
| Equipo                 | Clasificación                                                             | Apariciones |
| ---------------------- | ------------------------------------------------------------------------- | ----------- |
| Lokomotiv Moscú        | Campeón de la 2002 Russian Premier League                                 | 1           |
| Shakhtar Donetsk       | Campeón de la 2001–02 Vyshcha Liha                                        | 2           |
| BATE Borisov           | Campeón de la 2002 Belarusian Premier League                              | 2           |
| FBK Kaunas             | Campeón de la 2002 A Lyga                                                 | 5           |
| Skonto Riga            | Campeón de la 2002 Latvian Higher League                                  | 11          |
| Flora Tallinn          | Campeón de la 2002 Meistriliiga                                           | 4           |
| Sheriff Tiraspol       | Campeón de la 2001–02 Moldovan National Division                          | 2           |
| Torpedo Kutaisi        | Campeón de la 2001–02 Umaglesi Liga                                       | 3           |
| Pyunik Yerevan         | Campeón de la 2002 Armenian Premier League                                | 4           |
| Irtysh Pavlodar        | Campeón de la 2002 Kazakhstan Premier League                              | 4           |
| Pakhtakor Tashkent     | Campeón de la 2002 Uzbek League                                           | 2           |
| Regar-TadAZ Tursunzoda | Campeón de la 2002 Tajik League                                           | 3           |
| Şagadam Türkmenbaşy    | Campeón de la 2002 Ýokary Liga                                            | 1           |
| SKA-PVO Bishkek        | Campeón de la 2002 Kyrgyzstan League                                      | 4           |
| Azerbaiyán U21         | Participante no oficial, no es elegible para avanzar de la fase de grupos | 1           |
| Rusia U19              | Participante no oficial, no es elegible para avanzar de la fase de grupos | 4           |

## Fase de grupos

### Grupo A
| Equipo          | J | G | E | P | GF | GC | GD | Pts |
| --------------- | - | - | - | - | -- | -- | -- | --- |
| Lokomotiv Moscú | 3 | 2 | 1 | 0 | 7  | 2  | +5 | 7   |
| Torpedo Kutaisi | 3 | 2 | 1 | 0 | 6  | 2  | +4 | 7   |
| Irtysh Pavlodar | 3 | 1 | 0 | 2 | 2  | 3  | -1 | 3   |
| SKA-PVO Bishkek | 3 | 0 | 0 | 3 | 1  | 9  | -8 | 0   |

| 18 de enero de 2003 | Lokomotiv Moscú | 1 – 0 | Irtysh Pavlodar | Olympic Sport Complex, Moscú                             |                                                          |
|                     | Ovchinnikov 60' |       |                 | Asistencia: 2,000 espectadores Árbitro(s): Romāns Lajuks | Asistencia: 2,000 espectadores Árbitro(s): Romāns Lajuks |

| 18 de enero de 2003 | Torpedo Kutaisi                                | 3 – 0 | SKA-PVO Bishkek | Spartak Manege, Moscú                                     |                                                           |
|                     | Ionanidze 34' · Khvadagiani 36' · Poroshyn 79' |       |                 | Asistencia: 300 espectadores Árbitro(s): Valery Vyalichka | Asistencia: 300 espectadores Árbitro(s): Valery Vyalichka |

| 19 de enero de 2003 | Torpedo Kutaisi              | 2 – 2 | Lokomotiv Moscú              | Olympic Sport Complex, Moscú                             |                                                          |
|                     | Ionanidze 13' · Asatiani 70' |       | Vučićević 41' · Mikuckis 80' | Asistencia: 3,000 espectadores Árbitro(s): Serhiy Shebek | Asistencia: 3,000 espectadores Árbitro(s): Serhiy Shebek |

| 19 de enero de 2003 | SKA-PVO Bishkek | 1 – 2 | Irtysh Pavlodar           | Spartak Manege, Moscú                                     |                                                           |
|                     | Sardarov 72'    |       | Kalabukhin 44' 45' (pen.) | Asistencia: 250 espectadores Árbitro(s): Vladimir Antonov | Asistencia: 250 espectadores Árbitro(s): Vladimir Antonov |

| 21 de enero de 2003 | Lokomotiv Moscú                                     | 4 – 0 | SKA-PVO Bishkek | Olympic Sport Complex, Moscú                                |                                                             |
|                     | Sokolov 5' · Parks 51' · Ovchinnikov 87' (pen.) 90' |       |                 | Asistencia: 2,000 espectadores Árbitro(s): Valery Vyalichka | Asistencia: 2,000 espectadores Árbitro(s): Valery Vyalichka |

| 21 de enero de 2003 | Irtysh Pavlodar | 0 – 1 | Torpedo Kutaisi | Spartak Manege, Moscú                                      |                                                            |
|                     |                 |       | Didava 6'       | Asistencia: 500 espectadores Árbitro(s): Stanislav Sukhina | Asistencia: 500 espectadores Árbitro(s): Stanislav Sukhina |

### Grupo B
| Equipo                 | J | G | E | P | GF | GC | GD | Pts |
| ---------------------- | - | - | - | - | -- | -- | -- | --- |
| Skonto Riga            | 3 | 2 | 1 | 0 | 6  | 2  | +4 | 7   |
| BATE Borisov           | 3 | 1 | 2 | 0 | 4  | 2  | +2 | 5   |
| Regar-TadAZ Tursunzoda | 3 | 1 | 0 | 2 | 3  | 6  | -3 | 3   |
| Pyunik Yerevan         | 3 | 0 | 1 | 2 | 3  | 6  | -3 | 1   |

| 18 de enero de 2003 | Skonto Riga        | 2 – 1 | Pyunik Yerevan      | Olympic Sport Complex, Moscú                             |                                                          |
|                     | Jeļisejevs 15' 60' |       | Minasyan 75' (pen.) | Asistencia: 900 espectadores Árbitro(s): Viktor Kolpakov | Asistencia: 900 espectadores Árbitro(s): Viktor Kolpakov |

| 18 de enero de 2003 | Regar-TadAZ Tursunzoda | 0 – 2 | BATE Borisov                     | Spartak Manege, Moscú                                       |                                                             |
|                     |                        |       | Chumachenko 4' · Skripchenko 86' | Asistencia: 300 espectadores Árbitro(s): Paulius Malžinskas | Asistencia: 300 espectadores Árbitro(s): Paulius Malžinskas |

| 19 de enero de 2003 | BATE Borisov | 1 – 1 | Skonto Riga      | Olympic Sport Complex, Moscú                               |                                                            |
|                     | Ryndzyuk 3'  |       | Koļesņičenko 28' | Asistencia: 400 espectadores Árbitro(s): Aleksandr Borisov | Asistencia: 400 espectadores Árbitro(s): Aleksandr Borisov |

| 19 de enero de 2003 | Pyunik Yerevan  | 1 – 3 | Regar-TadAZ Tursunzoda                     | Spartak Manege, Moscú                                  |                                                        |
|                     | Manucharyan 52' |       | Khojayev 12' · Sotnikov 57' · Zubaydov 84' | Asistencia: 400 espectadores Árbitro(s): Hannes Kaasik | Asistencia: 400 espectadores Árbitro(s): Hannes Kaasik |

| 21 de enero de 2003 | Regar-TadAZ Tursunzoda | 0 – 3 | Skonto Riga                                 | Olympic Sport Complex, Moscú                             |                                                          |
|                     |                        |       | Verpakovskis 8' 62' · Zemļinskis 69' (pen.) | Asistencia: 500 espectadores Árbitro(s): Khagani Mamedov | Asistencia: 500 espectadores Árbitro(s): Khagani Mamedov |

| 21 de enero de 2003 | Pyunik Yerevan  | 1 – 1 | BATE Borisov        | Spartak Manege, Moscú                                      |                                                            |
|                     | Manucharyan 15' |       | Ryndzyuk 28' (pen.) | Asistencia: 450 espectadores Árbitro(s): Allabergen Sapaev | Asistencia: 450 espectadores Árbitro(s): Allabergen Sapaev |

### Grupo C

#### Tabla No Oficial
| Equipo             | J | G | E | P | GF | GC | GD | Pts |
| ------------------ | - | - | - | - | -- | -- | -- | --- |
| Pakhtakor Tashkent | 3 | 1 | 2 | 0 | 3  | 1  | +2 | 5   |
| FBK Kaunas         | 3 | 1 | 2 | 0 | 3  | 2  | +1 | 5   |
| Azerbaiyán U21     | 3 | 1 | 1 | 1 | 4  | 4  | 0  | 4   |
| Shakhtar Donetsk   | 3 | 0 | 1 | 2 | 2  | 5  | -3 | 1   |

#### Tabla Oficial
| Equipo             | J | G | E | P | GF | GC | GD | Pts |
| ------------------ | - | - | - | - | -- | -- | -- | --- |
| Pakhtakor Tashkent | 2 | 1 | 1 | 0 | 2  | 0  | +2 | 4   |
| FBK Kaunas         | 2 | 0 | 2 | 0 | 1  | 1  | 0  | 2   |
| Shakhtar Donetsk   | 2 | 0 | 1 | 1 | 1  | 3  | -2 | 1   |

| 18 de enero de 2003 | Shakhtar Donetsk | 0 – 2 | Pakhtakor Tashkent          | Olympic Sport Complex, Moscú                                 |                                                              |
|                     |                  |       | Bikmaev 90' · Qosimov 90+3' | Asistencia: 1,500 espectadores Árbitro(s): Stanislav Sukhina | Asistencia: 1,500 espectadores Árbitro(s): Stanislav Sukhina |

| 18 de enero de 2003 | FBK Kaunas                              | 2 – 1 | Azerbaiyán U21 | Spartak Manege, Moscú                                      |                                                            |
|                     | Bezykornovas 58' (pen.) · Puotkalis 85' |       | Musayev 78'    | Asistencia: 250 espectadores Árbitro(s): Merab Malaguradze | Asistencia: 250 espectadores Árbitro(s): Merab Malaguradze |

| 19 de enero de 2003 | Shakhtar Donetsk | 1 – 1 | FBK Kaunas | Olympic Sport Complex, Moscú                               |                                                            |
|                     | Popov 77'        |       | Opic 66'   | Asistencia: 1,500 espectadores Árbitro(s): Valentin Ivanov | Asistencia: 1,500 espectadores Árbitro(s): Valentin Ivanov |

| 19 de enero de 2003 | Azerbaiyán U21      | 1 – 1 | Pakhtakor Tashkent | Spartak Manege, Moscú                                      |                                                            |
|                     | Gurbanov 65' (pen.) |       | Hamidullaev 35'    | Asistencia: 150 espectadores Árbitro(s): Allabergen Sapaev | Asistencia: 150 espectadores Árbitro(s): Allabergen Sapaev |

| 21 de enero de 2003 | FBK Kaunas | 0 – 0 | Pakhtakor Tashkent | Olympic Sport Complex, Moscú                               |  |
|                     |            |       |                    | Asistencia: 900 espectadores Árbitro(s): Aleksandr Borisov |  |

| 21 de enero de 2003 | Azerbaiyán U21          | 2 – 1 | Shakhtar Donetsk | Spartak Manege, Moscú                                  |                                                        |
|                     | Gurbanov 21' 28' (pen.) |       | Brandão 7'       | Asistencia: 400 espectadores Árbitro(s): Hannes Kaasik | Asistencia: 400 espectadores Árbitro(s): Hannes Kaasik |

### Grupo D

#### Tabla No Oficial
| Equipo              | J | G | E | P | GF | GC | GD  | Pts |
| ------------------- | - | - | - | - | -- | -- | --- | --- |
| Sheriff Tiraspol    | 3 | 2 | 1 | 0 | 14 | 4  | +10 | 7   |
| Rusia U19           | 3 | 2 | 1 | 0 | 7  | 4  | +3  | 7   |
| Flora Tallinn       | 3 | 1 | 0 | 2 | 4  | 6  | -2  | 3   |
| Şagadam Türkmenbaşy | 3 | 0 | 0 | 3 | 1  | 12 | -11 | 0   |

#### Tabla Oficial
| Equipo              | J | G | E | P | GF | GC | GD  | Pts |
| ------------------- | - | - | - | - | -- | -- | --- | --- |
| Sheriff Tiraspol    | 2 | 2 | 0 | 0 | 11 | 1  | +10 | 6   |
| Flora Tallinn       | 2 | 1 | 0 | 1 | 3  | 4  | -1  | 3   |
| Şagadam Türkmenbaşy | 2 | 0 | 0 | 2 | 1  | 10 | -9  | 0   |

| 18 de enero de 2003 | Flora Tallinn | 0 – 4 | Sheriff Tiraspol              | Olympic Sport Complex, Moscú                              |                                                           |
|                     |               |       | Tudor 10' 17' 58' · Boreț 22' | Asistencia: 290 espectadores Árbitro(s): Karen Nalbandyan | Asistencia: 290 espectadores Árbitro(s): Karen Nalbandyan |

| 18 de enero de 2003 | Şagadam Türkmenbaşy | 0 – 2 | Rusia U19                             | Spartak Manege, Moscú                                       |                                                             |
|                     |                     |       | Lozhkin 34' (pen.) · Korzh 70' (a.g.) | Asistencia: 200 espectadores Árbitro(s): Kiyomiddin Safarov | Asistencia: 200 espectadores Árbitro(s): Kiyomiddin Safarov |

| 19 de enero de 2003 | Sheriff Tiraspol                                                             | 7 – 1 | Şagadam Türkmenbaşy | Olympic Sport Complex, Moscú                             |                                                          |
|                     | Dadu 25' 45+1' 49' · Pațula 52' · Comleonoc 56' · Boreț 86' · Nesteruc 90+2' |       | Sadykow 45+2'       | Asistencia: 350 espectadores Árbitro(s): Khagani Mamedov | Asistencia: 350 espectadores Árbitro(s): Khagani Mamedov |

| 19 de enero de 2003 | Rusia U19                       | 2 – 1 | Flora Tallinn | Spartak Manege, Moscú                                  |                                                        |
|                     | Malakhovskiy 30' · Yanbayev 87' |       | Rooba 56'     | Asistencia: 150 espectadores Árbitro(s): Rustam Saidov | Asistencia: 150 espectadores Árbitro(s): Rustam Saidov |

| 21 de enero de 2003 | Flora Tallinn                       | 3 – 0 | Şagadam Türkmenbaşy | Olympic Sport Complex, Moscú                               |                                                            |
|                     | Hamre 15' · Rooba 54' · Novikov 75' |       |                     | Asistencia: 500 espectadores Árbitro(s): Merab Malaguradze | Asistencia: 500 espectadores Árbitro(s): Merab Malaguradze |

| 21 de enero de 2003 | Sheriff Tiraspol                     | 3 – 3 | Rusia U19                                 | Spartak Manege, Moscú                                  |                                                        |
|                     | Georgescu 42' · Tudor 48' 68' (pen.) |       | Denisov 34' · Vlasov 45' · Shevchenko 83' | Asistencia: 150 espectadores Árbitro(s): Rustam Saidov | Asistencia: 150 espectadores Árbitro(s): Rustam Saidov |

## Fase Final

### Cuartos de final
| 22 de enero de 2003 | Sheriff Tiraspol              | 3 – 0 | FBK Kaunas | Olympic Sport Complex, Moscú                           |                                                        |
|                     | Dadu 2' · Tudor 9' 33' (pen.) |       |            | Asistencia: 800 espectadores Árbitro(s): Romāns Lajuks | Asistencia: 800 espectadores Árbitro(s): Romāns Lajuks |

| 22 de enero de 2003 | Skonto Riga                   | 2 – 0 | Torpedo Kutaisi | Olympic Sport Complex, Moscú                               |                                                            |
|                     | Verpakovskis 37' · Morozs 65' |       |                 | Asistencia: 1,000 espectadores Árbitro(s): Valentin Ivanov | Asistencia: 1,000 espectadores Árbitro(s): Valentin Ivanov |

| 22 de enero de 2003 | Pakhtakor Tashkent             | 3 – 0 | Flora Tallinn | Olympic Sport Complex, Moscú                              |                                                           |
|                     | Krokhmal 7' 38' · Djeparov 58' |       |               | Asistencia: 500 espectadores Árbitro(s): Vladimir Antonov | Asistencia: 500 espectadores Árbitro(s): Vladimir Antonov |

| 22 de enero de 2003 | Lokomotiv Moscú                         | 3 – 1 | BATE Borisov  | Olympic Sport Complex, Moscú                                  |                                                               |
|                     | Parks 33' · Sokolov 62' · Vučićević 83' |       | Byahanski 27' | Asistencia: 2,000 espectadores Árbitro(s): Paulius Malžinskas | Asistencia: 2,000 espectadores Árbitro(s): Paulius Malžinskas |

### Semifinales
| 24 de enero de 2003 | Skonto Riga                                            | 2 – 2 (3 – 1 p.)           | Pakhtakor Tashkent                            | Olympic Sport Complex, Moscú                             |                                                          |
|                     | Jeļisejevs 52' 70'                                     |                            | Koshelev 16' · Krokhmal 80'                   | Asistencia: 1,000 espectadores Árbitro(s): Serhiy Shebek | Asistencia: 1,000 espectadores Árbitro(s): Serhiy Shebek |
|                     |                                                        | Tiros desde el punto penal |                                               |                                                          |                                                          |
|                     | Koļesņičenko · Verpakovskis · Blagonadeždins · Isakovs |                            | Goçgulyýew · Ashurmatov · Koshelev · Nesterov |                                                          |                                                          |

| 24 de enero de 2003 | Sheriff Tiraspol | 1 – 0 | Lokomotiv Moscú | Olympic Sport Complex, Moscú                                |                                                             |
|                     | Tudor 52'        |       |                 | Asistencia: 4,000 espectadores Árbitro(s): Karen Nalbandyan | Asistencia: 4,000 espectadores Árbitro(s): Karen Nalbandyan |

### Final
| 26 de enero de 2003                                               | Sheriff Tiraspol           | 2 – 1 | Skonto Riga           | Olympic Sport Complex, Moscú                               |                                                            |
|                                                                   | Tudor 1' · Testemițanu 90' |       | Zemļinskis 34' (pen.) | Asistencia: 2,500 espectadores Árbitro(s): Valentin Ivanov | Asistencia: 2,500 espectadores Árbitro(s): Valentin Ivanov |
| Primer final en la que no aparecen equipos de Rusia o de Ucrania. |                            |       |                       |                                                            |                                                            |

## Campeón
| Copa de la CEI 2003           |
| ----------------------------- |
| Bandera de Moldavia           |
| FC Sheriff Tiraspol 1º Título |

## Máximos goleadores
| # | Futbolista            | Equipo             | Goles |
| - | --------------------- | ------------------ | ----- |
| 1 | Cristian Tudor        | Sheriff Tiraspol   | 9     |
| 2 | Sergiu Dadu           | Sheriff Tiraspol   | 4     |
| 2 | Aleksandrs Jeļisejevs | Skonto Riga        | 4     |
| 4 | Māris Verpakovskis    | Skonto Riga        | 3     |
| 4 | Sergei Ovchinnikov    | Lokomotiv Moscú    | 3     |
| 4 | Aleksandr Krokhmal    | Pakhtakor Tashkent | 3     |
| 4 | Gurban Gurbanov       | Azerbaiyán sub-21  | 3     |